# Fradi Shop
A Fradi Shop a Ferencvárosi Torna Club első hivatalos szurkolói boltja, mely 2009. március 5-én nyitotta meg kapuit az érdeklődők számára.  A bolt az Üllői út 129. szám alatt található.

## Története

### Kezdetek
Az elmúlt évtizedekben sokan próbáltak maguknak hasznot hajtani különböző Fradi relikviák árusításával a klub népszerűségét kihasználva. A 90-es évek végén nyílt meg az első szurkolói bolt az Üllői úti Stadion oldalában, ugyanakkor az eladásokból befolyó haszon ekkoriban még nem a klubkasszát, hanem a bolt üzemeltetőit gazdagította.  

### Új időszámítás
Nagy változást jelentett, amikor 2009 március 5-én megnyitotta kapuit az FTC Labdarúgó Zrt. első hivatalos ajándékboltja. Az üzletet egy volt buszgarázsból alakították át a Nike szponzorálásával. Teszt jelleggel szerdánként és mérkőzésnapokon tartott nyitva az üzlet.
Az igények növekedésével változott, növekedett a bolt termékkínálata és egyben nyitvatartási ideje is. Mára már közel 150 féle ajándéktárgy,  köztük a Nike eredeti és a Fradi Collection termékei közül válogathatnak a szurkolók. 
Az FTC merchandising tevékenységének újabb lépcsőfoka 2012. november 30-án jött el, amikor is elindult beta üzemmódban a klub webshopja.
Az Albert Stadion bontási munkálatainak kezdetén a boltnak is költöznie kellett. Előbb a szomszédos Pénzverde egy sarokhelyiségébe költözött ideiglenesen, majd 2012 októberében elfoglalta helyét az FTC Látogatóközpontjában. 
A csapat ideiglenes otthonában, a Puskás Ferenc Stadionban, a Fradi Shop a stadion három pontján is árusít kitelepült standokról. 
Az új Ferencváros Stadion 2014. augusztusi elkészültét követően az ajándékbolt ismét költözik, ezúttal végleges helyére, az új stadion főépületében kialakított, minden eddiginél tágasabb és jobb körülményeket nyújtó üzlethelyiségébe.